# حساسیت به لمس
حساسیت به لمس یا تندرنس (Tenderness) در پزشکی به درد یا ناراحتی هنگام لمس ناحیه آسیب‌دیده گفته می‌شود. این وضعیت را نباید با دردی که بیمار بدون دست زدن احساس می‌کند اشتباه گرفت. درد درک بیمار است، در حالی که حساسیت به لمس نشانه‌ای است که پزشک آن را برمی‌انگیزد.